# Чемпионат мира по международным шашкам среди команд
Командный чемпионат мира по международным шашкам — соревнование по шашкам, которое проводится FMJD (Всемирная федерация шашек) среди национальных сборных. В каждой команде может быть до 5 спортсменов, в каждом матче играют по 3 шашиста. За победу в каждой игре присваивается 2 очка, за ничью — 1, за поражение 0 очков. За победу в матче (4, 5 и 6 очков) команде присваивается 2 очка, за ничью (3:3) — 1 очко, за поражение 0 очков. Начиная с 2022 года, проводятся среди женских команд, а также в форматах блиц и рапид.

## История проведения
Первый турнир среди мужских национальных команд был проведён как Командный чемпионат Европы по международным шашкам в 1967 году в Больцано, Италия. В нём участвовали команды только из Европы.
В 1985 году в Валкенбург, Нидерланды прошёл Первый Командный Кубок Мира, в котором участвовали и не европейские сборные. Турниры проводились также под названиями Командная Олимпиада и командный чемпионат мира.
В 2006 году на чемпионате мира принимала участие женская команда под флагом ФМЖД.
В 2022 году прошёл чемпионат мира среди мужчин и среди женщин в классическом формате, рапиде и блице. С этого же года команды России и Беларуси не принимают участие по политическим причинам.
Проводятся также командные чемпионаты Европы и Африки.

## Мужчины

### Основная программа
| Год  | Золото                                                                                   | Серебро                                                                        | Бронза                                                                         | Место проведения           | форма                                                 |
| 1985 | СССР · Анатолий Гантварг · Михаил Кореневский · Александр Балякин · Вадим Вирный         | Нидерланды · Яннес Ван дер Вал · Роб Клерк · Тон Сейбрандс                     | Африка И. М’Бай Абдулай Дер Малик Диалло                                       | Валкенбург Нидерланды      | Первый Командный Кубок Мира (неофициальный титул)     |
| 1986 | СССР · Анатолий Гантварг · Александр Балякин · Николай Мищанский                         | Нидерланды · Роб Клерк · Яннес Ван дер Вал · Тон Сейбрандс                     | Кот-д’Ивуар · Коффи Максим Куаме · Мелесс Флорен Мемел · Феликс Ньямке         | Валкенбург Нидерланды      | Командная Олимпиада                                   |
| 1989 | СССР · Алексей Чижов · Анатолий Гантварг · Александр Балякин · Вадим Вирный              | Мали · Сейду Сумаоро · Сулейман Ба · Мамаду Кон · Юсуф Кулибали                | Польша · Рышард Савчик · Марек Кучиньский · Войцех Долята · Леон Микулич       | Верона Италия              | Командный чемпионат мира                              |
| 1989 | DEZ Вестерхар Ауке Схолма Вигер Весселинк Йоп Ригтеринк Якоб Оккен                       | Ленинград Михаил Кореневский Михаил Эйгер Солик Гершт ???                      | NOAD Неймеген Франс Гермелинк Алекс Матхейсен Пит Розенбург Ханс Ладаге        | Исси-Мулино Франция        | Кубок шести европейских городов (неофициальный титул) |
| 1989 | Нидерланды · Роберт Клерк · Яннес Ван дер Вал · Герард Янсен · Вигер Висселинк           | СССР · Алексей Чижов · Анатолий Гантварг · Александр Балякин · Гунтис Валнерис | Европа А Оскар Ферпост Ханс Вермин Серджо Спеконья Оливье Боннав               | Канны Франция              | Второй Командный Кубок Мира (неофициальный титул)     |
| 1992 | Беларусь · Евгений Ватутин · Анатолий Гантварг · Александр Пресман                       | Россия · Алексей Чижов · Александр Фурман · Александр Шварцман                 | Латвия · Гунтис Валнерис · Зоя Голубева · Владимир Вигман                      | Мори Италия                | Командная Олимпиада                                   |
| 2000 | Россия · Алексей Чижов · Александр Георгиев · Владимир Мильшин                           | Нидерланды · Хейн Мейер · Рон Хёсденс · Ханс Янсен                             | Беларусь                                                                       | Лондон Великобритания      | Командная Олимпиада                                   |
| 2005 | Россия · Александр Георгиев · Алексей Чижов · Александр Шварцман · Александр Гетманский  | Сенегал · Абдулай Дер · Басиру Ба · Н’Диага Самб · Моду Сек                    | Латвия · Гунтис Валнерис · Роберт Мисанс · Раймонд Випулис · Бенно Бутулис     | Ривьера дель Бейгуа Италия | Командный чемпионат мира                              |
| 2006 | Россия · Алексей Чижов · Александр Георгиев · Муродулло Амриллаев · Александр Гетманский | Латвия · Гунтис Валнерис · Роберт Мисанс · Раймонд Випулис                     | Беларусь · Андрей Валюк · Анатолий Гантварг · Игорь Михальченко                | Дакар Сенегал              | Командный чемпионат мира                              |
| 2022 | Нидерланды · Ян Грунендейк · Йитсе Слюмп · Ваутер Сипма · Мартейн ван Эйзендорн          | Сенегал · Басиру Ба · Н’Диага Самб · Моду Сек · Магетт Ньянг · Бубакар Диалло  | Франция · Арно Кордье · Кевин Махтелинк · Фидель Нимби                         | Анталья, Турция            | Командный чемпионат мира                              |
| 2024 | Нидерланды · Ян Грунендейк · Александр Балякин · Йитсе Слюмп                             | Латвия · Гунтис Валнерис · Раймонд Випулис · Роберт Мисанс                     | Литва · Эдвард Бужинский · Алексей Домчев · Валентин Голубаев · Артур Тункевич | Албуфейра, Португалия      | Командный чемпионат мира                              |

### Рапид
| Год  | Золото | Серебро                                                                       | Бронза                                                                                     | Место проведения      | форма                     |
| 2012 | Россия · Александр Георгиев · Александр Шварцман · Алексей Чижов · Александр Гетманский · Муродулло Амриллаев · Айнур Шайбаков · Иван Трофимов | Нидерланды · Рул Бомстра · Александр Балякин · Пим Мёрс                       | Камерун · Марк Нджофанг · Дэмиен Коме Алинья Мессинга · Дезире Лазар Нджиб · Жан Мари Эйбе | Лилль Франция         | *Командный чемпионат мира |
| 2022 | Нидерланды · Ян Грунендейк · Йитсе Слюмп · Ваутер Сипма · Мартейн ван Эйзендорн                                                                | Сенегал · Басиру Ба · Н’Диага Самб · Моду Сек · Магетт Ньянг · Бубакар Диалло | Камерун · Марк Нджофанг · Ландри Нга · Леопольд Кугу · Арно Фото · Стефан Ми               | Анталья Турция        | Командный чемпионат мира  |
| 2024 | Нидерланды · Ян Грунендейк · Александр Балякин · Йитсе Слюмп                                                                                   | Латвия · Гунтис Валнерис · Раймонд Випулис · Роберт Мисанс                    | Израиль · Александр Шварцман · Владимир Трайтелович · Алексей Верховых                     | Албуфейра, Португалия | Командный чемпионат мира  |

### Блиц
| Год  | Золото | Серебро                                                    | Бронза                                                                          | Место проведения      | форма                     |
| 2012 | Россия · Александр Георгиев · Алексей Чижов · Александр Гетманский · Муродулло Амриллаев · Айнур Шайбаков | Латвия · Гунтис Валнерис · Роберт Мисанс · Раймонд Випулис | Нидерланды · Рул Бомстра · Александр Балякин · Пим Мёрс                         | Лилль Франция         | *Командный чемпионат мира |
| 2022 | Камерун · Марк Нджофанг · Ландри Нга · Леопольд Кугу · Арно Фото · Стефан Ми                              | Франция · Арно Кордье · Кевин Махтелинк · Фидель Нимби     | Нидерланды · Ян Грунендейк · Йитсе Слюмп · Ваутер Сипма · Мартейн ван Эйзендорн | Анталья Турция        | Командный чемпионат мира  |
| 2024 | Нидерланды · Ян Грунендейк · Александр Балякин · Йитсе Слюмп                                              | Латвия · Гунтис Валнерис · Раймонд Випулис · Роберт Мисанс | Литва · Эдвард Бужинский · Алексей Домчев · Валентин Голубаев · Артур Тункевич  | Албуфейра, Португалия | Командный чемпионат мира  |

## Женщины

### Основная программа
| Год  | Золото                                                       | Серебро                                                                                               | Бронза                                                              | Место проведения      | форма                    |
| 2022 | Нидерланды · Ольга Камышлеева · Виталия Думеш · Хейке Верхёл | Украина · Виктория Мотричко · Ольга Балтажи · Юлия Макаренкова · Людмила Литвиненко · Дарина Лобанова | Польша · Наталья Садовская · Арлета Флисиковска · Катаржина Станчук | Анталья Турция        | Командный чемпионат мира |
| 2024 | Латвия · Елена Чеснокова · Мальвина Мисане · Алиса Мисане    | Польша · Наталья Садовская · Марта Банковска · Катажина Станчук                                       | Нидерланды · Лиса Схолтенс · Флёр Крёйсмюлдер · Юлия Бинцаровская   | Албуфейра, Португалия | Командный чемпионат мира |

### Рапид
| Год  | Золото                                                              | Серебро | Бронза                                                        | Место проведения      | форма                     |
| 2012 | Украина · Ольга Балтажи · Людмила Литвиненко · Виктория Мотричко    | Россия · Тамара Тансыккужина · Матрёна Ноговицына · Айгуль Идрисова · Елена Мильшина · Наталья Шестакова · Айыына Собакина | Нидерланды · Нина Хукман-Янковская · Виталия Думеш · У Мэйчжи | Лилль Франция         | *Командный чемпионат мира |
| 2022 | Польша · Наталья Садовская · Арлета Флисиковска · Катаржина Станчук | Нидерланды · Ольга Камышлеева · Виталия Думеш · Хейке Верхёл                                                               | Латвия · Зоя Голубева · Елена Чеснокова · Магдалена Нереда    | Анталья Турция        | Командный чемпионат мира  |
| 2024 | Польша · Наталья Садовская · Марта Банковска · Катажина Станчук     | Украина · Виктория Мотричко · Елена Короткая · Ольга Балтажи · Юлия Макаренкова · Людмила Литвиненко                       | Китай · Чжан Ю · Сунь Цзинъяо · Сайя Гансухэ                  | Албуфейра, Португалия | Командный чемпионат мира  |

### Блиц
| Год  | Золото                                                                                                | Серебро                                                                                              | Бронза                                                              | Место проведения      | форма                     |
| 2012 | Нидерланды · Нина Хукман-Янковская · Виталия Думеш · У Мэйчжи                                         | Россия · Тамара Тансыккужина · Матрёна Ноговицына · Айгуль Идрисова                                  | Монголия · Батдэлгэрийн Нандинцэцэг · Эрдэнетсогт Мандахнаран       | Лилль Франция         | *Командный чемпионат мира |
| 2022 | Украина · Виктория Мотричко · Ольга Балтажи · Юлия Макаренкова · Людмила Литвиненко · Дарина Лобанова | Латвия · Зоя Голубева · Елена Чеснокова · Магдалена Нереда                                           | Польша · Наталья Садовская · Арлета Флисиковска · Катаржина Станчук | Анталья Турция        | Командный чемпионат мира  |
| 2024 | Польша · Наталья Садовская · Марта Банковска · Катажина Станчук                                       | Украина · Виктория Мотричко · Елена Короткая · Ольга Балтажи · Юлия Макаренкова · Людмила Литвиненко | Нидерланды · Лиса Схолтенс · Флёр Крёйсмюлдер · Юлия Бинцаровская   | Албуфейра, Португалия | Командный чемпионат мира  |

* Проводились в рамках Всемирных интеллектуальных игр 2012